# Pays Corbières Minervois
Het Pays Corbières Minervois is een pays in het departement Aude in de Franse regio Occitanie. Het is een samenwerkingsverband van gemeentes dat vooral gericht is op toerisme. Het pays bestaat uit de streek de Corbières en het gedeelte van de streek Minervois dat zich in het departement Aude bevindt.